# ET40
ET40 — грузовой двухсекционный электровоз постоянного тока, строившийся в Чехословакии на заводе Шкода в городе Пльзень специально для экспорта в Польскую Народную Республику на Польские государственные железные дороги (PKP).

## История эксплуатации
В Польше эти электровозы эксплуатировались с угольными маршрутами на Угольной магистрали (пол. Magistrala węglowa) между месторождениями угля в Верхней Силезии и портовым городом Гдыня.
В 1960-х и 1970-х годах железнодорожные перевозки в Польше увеличивались. Особенно большой их рост пришёлся на линию, соединяющую Верхне-Силезский угольный бассейн и портами на Балтийском море. В начале 1970-х основная железнодорожная магистраль, ведущая в этом направлении — угольная магистраль, электрифицируется на постоянном токе (3 кВ). Для обслуживания электрифицированной линии потребовались сравнительно мощные грузовые электровозы способные везти тяжёлые грузовые поезда.
После переговоров заказ на партию из 60 таких локомотивов разместили в Чехословакии на заводе Шкода. Их конструкция была основана на конструкции электровоза EU05, который поставлялся в страны социалистического лагеря как пассажирский (в СССР этот электровоз получил обозначение серии ЧС3).
Электровоз объединили в две секции, ликвидировали вторые кабины, внесли другие изменения в конструкцию. Заводское обозначение этой серии электровозов 77E1 (30 ед. изготовлено в 1975 году) и 77E2 (30 ед. изготовлено в 1978 году).
С 2007 года электровозы ET40 были переданы в локомотивное депо Быдгощ, однако несколько машин ещё с 2000 года эксплуатируются на линии Вроцлав — Еленя-Гура, заменив там устаревшие электровозы ET21.

## Технические подробности
Основные отличия электровоза ET40 от предшественника связаны с изменением цепей управления, силовой схемы, тяговой передаче и системе охлаждения. Каждая из секций локомотива имеет кабину машиниста на одном конце и тамбур для прохода в соседнюю секцию на другом конце.
Под каждой секцией две двухосные тележки. Все колёсные пары электровоза имеют индивидуальный тяговый привод через карданный вал. Передаточное отношение — 84:27. Тяговые электродвигатели 7AL-484ZT длительной мощностью 510 кВт подвешены на тележке.
Вход в электровоз осуществляется непосредственно через кабину машиниста, как с левой, так и с правой стороны. Кабины машиниста отапливаются электрокалориферами. В кабинах имеются бытовые холодильники для хранения продуктов. Дворники стёкол имеют электропривод. На задней стенке кабины машиниста шкаф для верхней одежды членов локомотивной бригады, а также дверца, открывающая доступ к клеммным рейкам. Из кабины машиниста ведут две двери — одна в проходной коридор, вторая идёт непосредственно в высоковольтную камеру.
Общая длина электровоза 34 420 мм, диаметр колёсных пар при среднеизношенных бандажах — 1250 мм.
Электровоз оснащён электропневматическими догружателями передних по ходу движения колёсных пар.
Система торможения — автоматический тормоз Эрликон и прямодействующий.
Электровозы с 01 по 30 имели один токоприёмник на секцию, а с 31 по 60 по два.
Тяговые двигатели на сериесном соединии имели напряжение на клеммах по 1500 вольт. Двигатели одной тележки охлаждаются одним мотор-вентилятором. В каждой секции установлен один воздушный компрессор кратковременно-повторного действия с производительностью 140 кубометров в час.